# Manfred Karremann
Manfred Karremann (* 1961) ist ein deutscher Autor und Journalist.

## Leben
Manfred Karremann studierte in Stuttgart Sozialpädagogik und arbeitete beim dortigen Jugendamt, bevor er Journalist wurde. Schon als Kind hatte er sich mit Fragen des Tierschutzes beschäftigt. Seit 1989 hat er in zahlreichen Arbeiten – in Reportagen, Büchern und Dokumentarfilmen – über die Praxis bei Tiertransporten berichtet. 2005 recherchierte er über den Handel mit chinesischen Hunde- und Katzen-Fellen, 2013 über die gefährlichen Arbeitsbedingungen, auch von Kindern, in den giftigen Ledergerbereien in Bangladesch. Dabei nimmt er eine mitfühlende Haltung ein und verwendet sich, wenn es möglich ist, auch für die Tiere und Menschen vor Ort. Karremanns Dokumentarfilme wurden im ZDF, bei der ARD, auf Sat.1 und bei Stern TV auf RTL sowie bei ausländischen Sendern (BBC, NBC, CNN) gezeigt.
Karremann arbeitet mit mehreren verschiedenen Tierschutzorganisationen zusammen. Er ist Gründer der gemeinnützigen Tierschutzorganisation Animal Network e.V., die auf eine Gruppe zurückgeht, die er in seiner Jugendzeit um sich versammelte. Animal Network ist heute ein Netzwerk aus etwa 200 Personen.
Ein weiteres Thema, dem sich Manfred Karremann zugewandt hatte, ist der Kindesmissbrauch. Seine umfangreichen und nicht ungefährlichen Recherchen in der Pädophilen-Szene verarbeitete er in drei Reportagen für die Reihe 37 Grad im ZDF (2003/2004), in Beiträgen für den Stern sowie in dem Buch Es geschieht am hellichten Tag, das 2007 erschienen ist.
Neben seiner publizistischen Tätigkeit ist Karremann Referent bei der kriminalpolizeilichen Spezialausbildung des Bundeskriminalamtes.
Manfred Karremann ist durch sein Engagement für die Tiere „im Nebenberuf Tierhalter“ geworden. Er hat aus Mitleid im Laufe der Jahre über 170 Tiere befreit und bei sich aufgenommen. Er sagt auch, dass es schwerer geworden sei, seine Themen ins Fernsehprogramm zu bringen, weil dort viel zu oft die Unterhaltung im Vordergrund stehe.

## Schriften (Auswahl)
- Manfred Karremann, Karl Schnelting: Tiere als Ware: gequält – getötet – vermarktet. Fischer-Taschenbuch-Verlag, 1992. ISBN 3-596-11631-7.
- Am hellichten Tag: Verdeckte Ermittlungen über Kindesmißbrauch. DVA, 2004. ISBN 3-421-05835-0.
- Sie haben uns behandelt wie Tiere: Wie wir jeden Tag mühelos Tiere schützen können. Höcker, 2006. ISBN 978-3-9804617-4-0.
- Es geschieht am helllichten Tag. Die verborgene Welt der Pädophilen und wie wir unsere Kinder vor Missbrauch schützen. DuMont. Köln. 2007. ISBN 978-3-8321-8040-9.

## Auszeichnungen (Auswahl)
- 1996: Goldene Kamera für fernsehjournalistische Tätigkeit
- 1998: Nominierung für den Grimme-Preis für investigative ZDF-Reportagen über den Umgang von Menschen mit Tieren
- 1994 und 1997: CNN-Preis (USA) für die beste Darstellung eines aktuellen Themas
- Franz-von-Assisi-Medaille des Deutschen Tierschutzbundes
- 2003: MUT-Medaille der Tierschutzpartei
- 2022: Peter-Singer-Preis[7]